# Veterán (vozidlo)

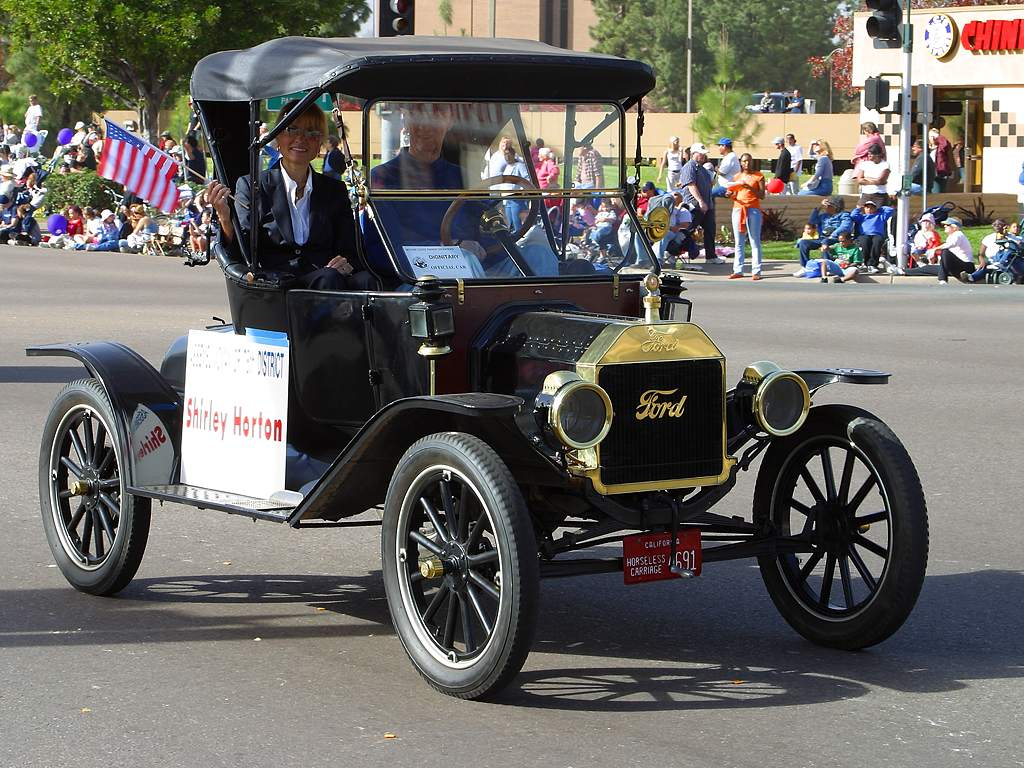
Ford T

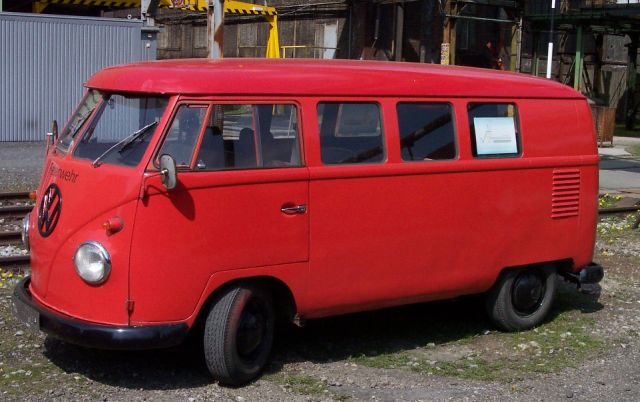
Volkswagen Transporter T1

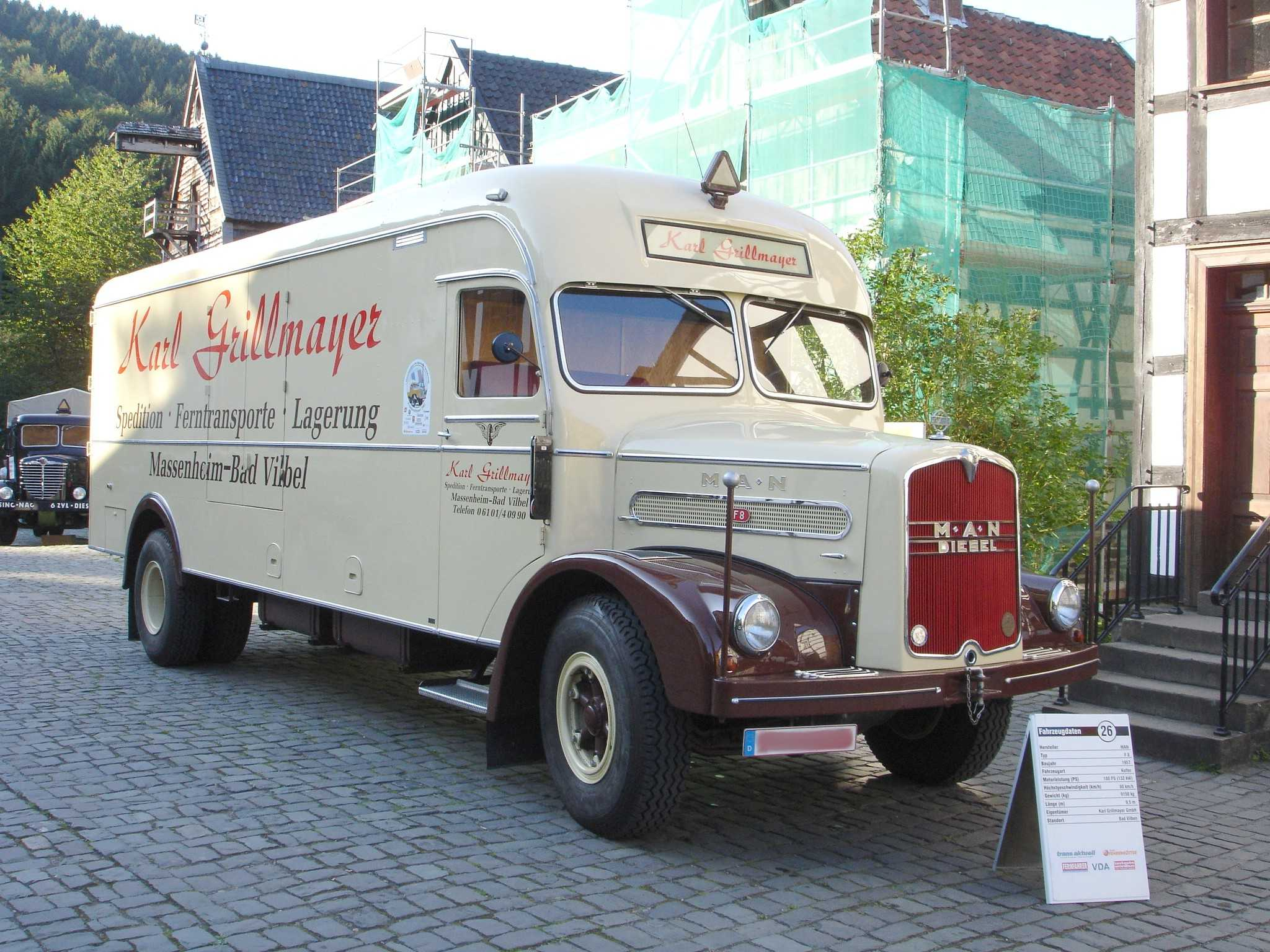
MAN F8

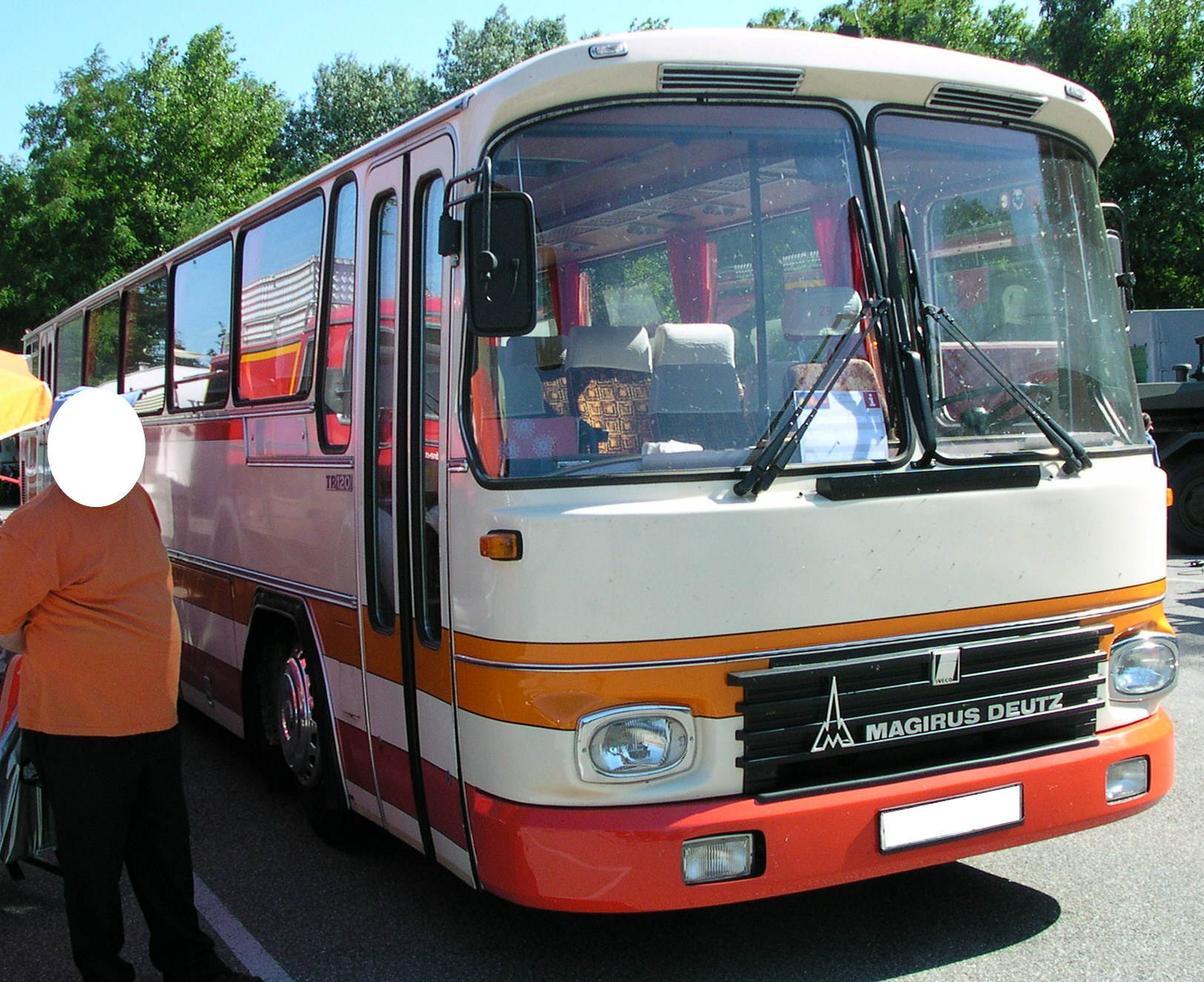
Magirus-Deutz TR 120

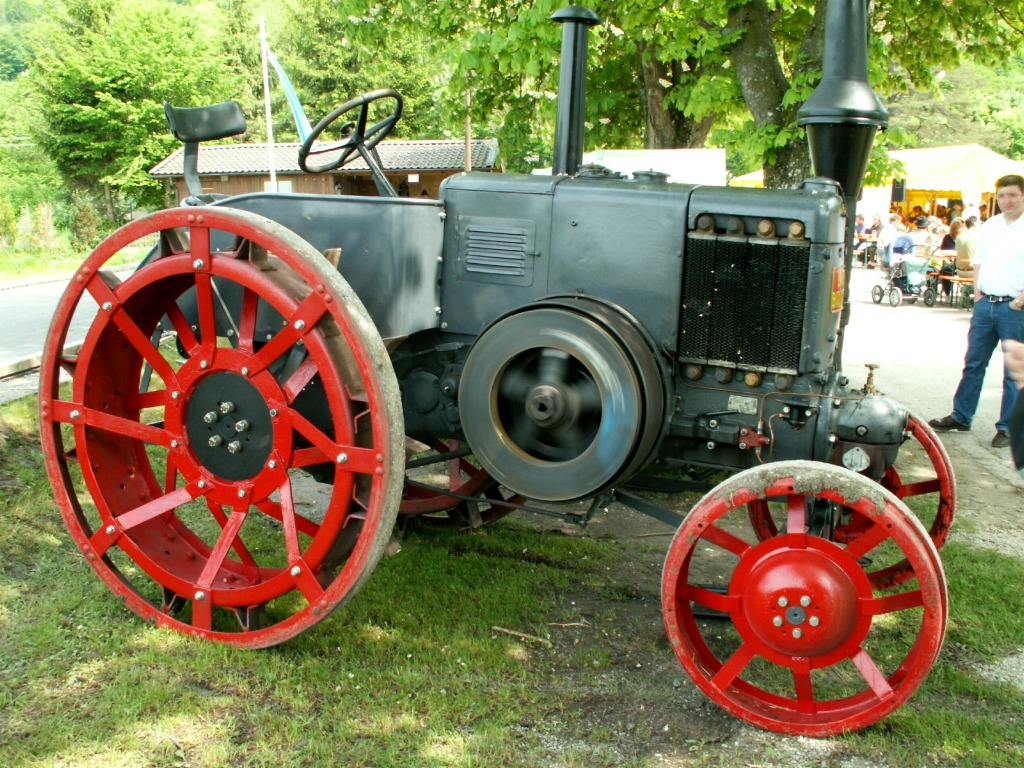
Lanz HR 8

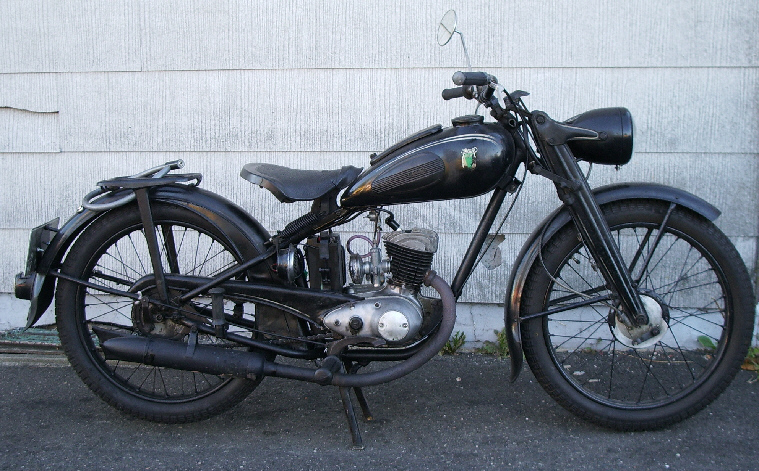
RT 125

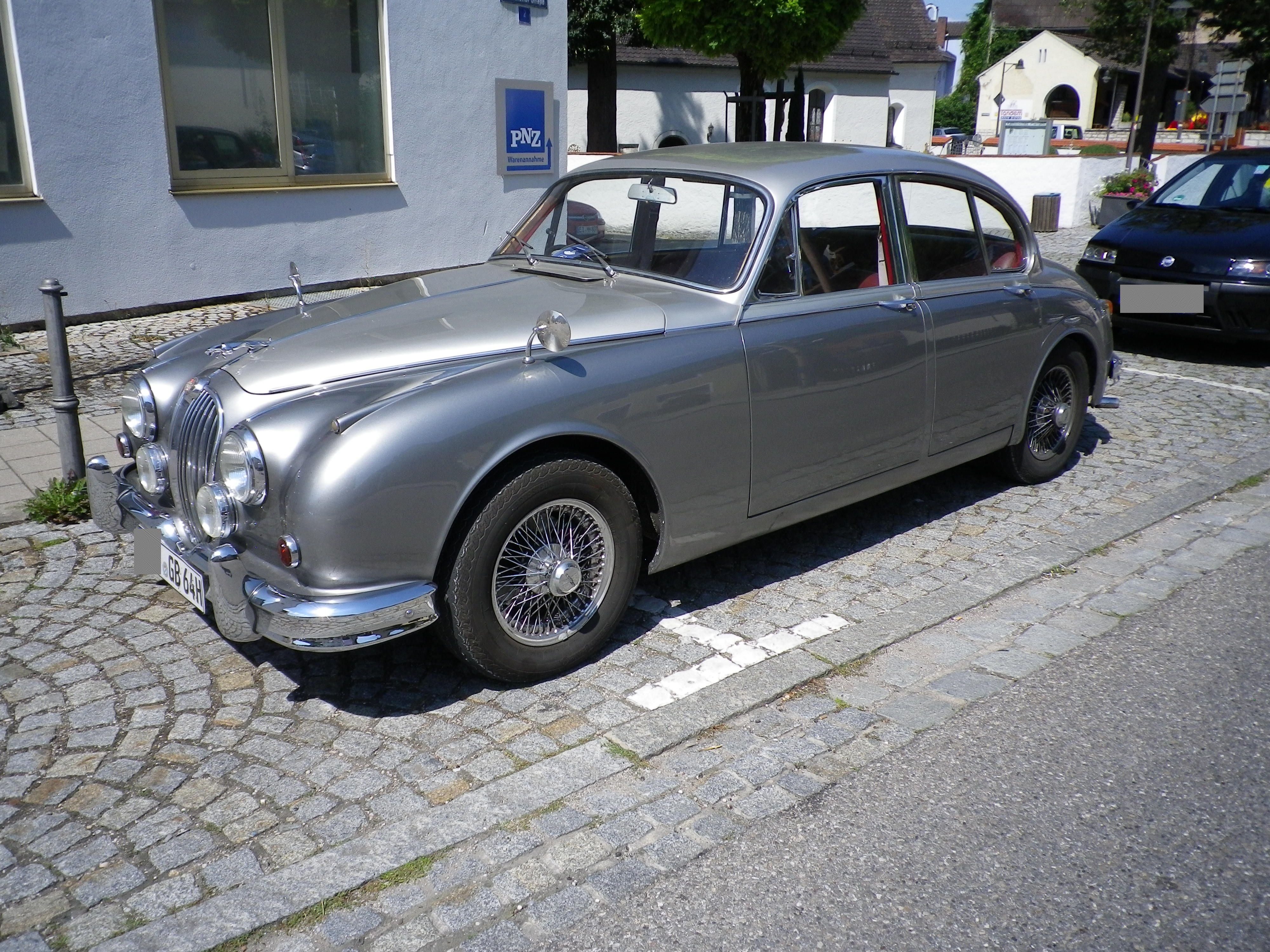
Jaguar Mark 2 rok výroby 1964

Jako veterán (také oldtimer) bývá označováno vozidlo starší více než 30 let, s testací historického vozidla, případně vozidlo na zvláštních registračních značkách – historické vozidlo, ačkoliv tato definice se konkrétní různí po celém světě. Jednoduchou obecnou definicí tak je: Starší vozidlo s dostatečně zajímavou historií, aby bylo sběratelsky přitažlivé a bylo výhodnějšího ho skladovat, zrestaurovat a opečovávat než jej nechat sešrotovat/recyklovat. 

V lidové terminologii je veteránem označováno obvykle postarší vozidlo, které již svým věkovým průměrem neodpovídá skladbě vozového parku. Tzv. vyčuhuje z davu a je staršího data. Mylně tak jsou označována i vozidla, která jsou pouze stará a dosáhla věku 30 a více let, aniž by měla status historického vozidla. 

V různých zemích světa existují asociace a kluby, které monitorují a vedou registrovaný seznam veteránů, kterým udělují legislativně uznávaný status historického vozidla. Pokud vozidlo splňuje Mezinárodní technický kodex FIVA (Fédération Internationale des Véhicules Anciens), může být jedním z klubů testováno na úrovni klubové a krajské testace.
FIVA definuje historické vozidlo jako mechanicky poháněné silniční vozidlo, které:
A – je minimálně 30 let staré
B – je uchováváno a udržováno v historicky věrném stavu
C – NENÍ užíváno ke každodenní přepravě
D – je z těchto důvodů součástí našeho technického a kulturního dědictví
VĚKOVÉ KRITÉRIUM JE PODMÍNKA NUTNÁ, NIKOLIV VŠAK POSTAČUJÍCÍ. K zařazení mezi historická vozidla musí být splněny všechny čtyři výše uvedené podmínky, tedy A, B, C i D.

## Rozdělení vozidel dle kategorií
Pro akce pořádané FIVA jsou vozidla tradičně rozdělena do následujících tříd:
| Třída | Název        | Rok výroby od | Rok výroby do                |
| ----- | ------------ | ------------- | ---------------------------- |
| A     | Ancestor     | < 1904        | 1904                         |
| B     | Veteran      | 1905          | 1918                         |
| C     | Vintage      | 1919          | 1930                         |
| D     | Post Vintage | 1931          | 1945                         |
| E     | Post War     | 1946          | 1960                         |
| F     | -            | 1961          | 1970                         |
| G     | -            | 1971          | 1995 (aktuální rok – 30 let) |

## Youngtimer
Jako youngtimery bývají v poslední době označována i vozidla, která svým stářím 20–29 let ještě nedosáhla na status veterána, ale mají sběratelský potenciál. Většinou se jedná o edice a varianty vozidel vyráběné v limitovaném počtu kusů nebo o sportovní verze, ale výjimkou nejsou ani obyčejné modely, které jsou například ve velmi zachovalém stavu, často s malým nájezdem kilometrů. Větší zájem pak bývá o vozy prémiových značek.
Z vozidel se často stávají youngtimery, pokud jejich počet aktivně provozovaných exemplářů výrazně klesne na minimum a díky nezájmu o jejich stav a krátkodobé ne-rentabilitě investice do oprav velká část takových vozů vymizí ze silnic. Často se toto projeví nárůstem hodnoty zbývajících kusů, jejich cena při prodeji přestane klesat a naopak začne stoupat.
Typickým youngtimerem bývá vozidlo, které svým vzhledem nebo výkony vybočuje z obecně vnímaného standardu. Zařazení mezi youngtimery vozidlu napomáhá zejména úspěšná účast ve sportovních soutěžích (například Audi Quattro, Lancia Delta aj.). Na vnímání vozidla jako youngtimera má také vliv jeho využití v kultovním filmech, seriálech, například Ford Capri Mk.III (seriál Profesionálové), DeLorean DMC-12 (trojdílná série Návrat do budoucnosti).

Situace v České republice má určitá specifika. Po pádu totality a následném odklonu od tzv. východního bloku socialistických zemí došlo k radikálnímu poklesu cen vozidel vyráběných v zemí bývalé RVHP. Pro příklad mezi lety 2000–2010 se ceny vozidel tuzemských značek Škoda a Tatra, případně ruských, východoněmeckých, polských a rumunských značek pohybovaly v nízké cenové hladině jako levné ojetiny. V letech 2011–2015, kdy už jejich počet díky šrotovnému a nezájmu klesl, se dále protřídily na vozy bez hodnoty, které ve velké případě skončily zánikem v registru vozidel nebo naopak na vozidla hodná zachování, u nichž se vyplatilo dokončit například přepis u vozidel v polo-převodu zaplacením vysoké EKO daně. Výsledkem je to, že dochované vozy v originálním stavu mají nyní trend stoupající hodnoty a část z nich brzy bude moci přejít na status veterána.